# Station Sośnica Pomorska
Station Sośnica Pomorska was een spoorwegstation in de Poolse plaats Sośnica.